# Selinunt

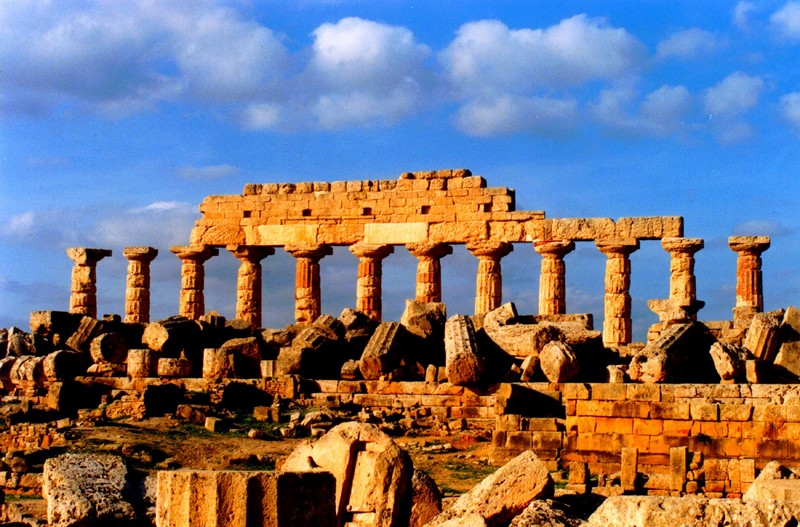
Ruiny świątyni C na akropolu Selinuntu

Selinunt (gr. Σελινοῦς Selinous, łac. Selinūs, Selinuntum) – starożytne miasto, kolonia Megary Hyblaja w południowo-zachodniej części Sycylii. Obecnie ruiny na terenie gminy Castelvetrano pomiędzy wioskami Triscina di Selinunte od zachodu i Marinella di Selinunte od wschodu.

## Historia
Według Diodora Sycylijskiego kolonię założono w 651 roku p.n.e., według Tukidydesa w 628 p.n.e. Świadectwa archeologiczne wskazują natomiast na połowę VII wieku p.n.e. Największy rozkwit miasto przeżywało w VI-V stuleciu p.n.e.; o prymat na sycylijskim wybrzeżu północno-zachodnim toczyło długotrwałe walki z nieodległą Segestą. 
Na początku V wieku p.n.e. skonfliktowany Selinunt sprzymierzył się z Kartaginą. Sojusz ten nie zapobiegł jednak złupieniu miasta przez wojska kartagińskie pod dowództwem Hannibala Magona w 409 roku p.n.e. Miasto nie odzyskało już wcześniejszej pozycji ani świetności i po powtórnym zniszczeniu przez strony walczące (podczas pierwszej wojny punickiej), zostało opuszczone w 250 roku p.n.e., a jego mieszkańcy przenieśli się do Lilibeum. Jego ostateczną zagładę spowodowało znacznie późniejsze (w okresie bizantyjskim) trzęsienie ziemi.